# Hamont-Achel
Hamont-Achel är en kommun i Belgien.   Den ligger i provinsen Limburg och regionen Flandern, i den nordöstra delen av landet, 90 km nordost om huvudstaden Bryssel. Antalet invånare är 14 150.
Omgivningarna runt Hamont-Achel är en mosaik av jordbruksmark och naturlig växtlighet. Runt Hamont-Achel är det ganska tätbefolkat, med 207 invånare per kvadratkilometer.